# Anti-Pasti
Pour les articles homonymes, voir Antipasti.
Anti-Pasti est un groupe de punk rock britannique, originaire de Derbyshire, en Angleterre. Il est formé par le chanteur Martin Roper et le guitariste Dugi Bell en 1978, avec Kev Nixon à la batterie et Will Hoon à la basse. 
Plus tard, ils sont rejoints par un deuxième guitariste, Ollie Hoon. Roper quitte le groupe en 1982, et Anti-Pasti se sépare malgré une reformation ponctuelle en 1995, et plus longue depuis 2012.

## Biographie

### Débuts
Depuis Derbyshire, en Angleterre, Anti-Pasti fait partie de la seconde vague de punk du début des années 1980. Le groupe est formé depuis un autre groupe local appelé The Scrincers, et comprend Dugi Bell à la guitare, Martin Roper au chant, Russell Maw et Eddie Barke (aka Edmund Sonuga-Barke). Barke et Maw partent du groupe. Maw jouera pour The Allies, Aftermath UK et The Egyptian Kings. Barke deviendra neurologue. Avec l'arrivée de Stu Winfield à la basse et de Stan Smith à la batterie, ils publient leur premier EP, Four Sore Points, sur leur propre label, Dose. Ils jouent plusieurs concerts dans et en dehors de Derby, en particulier au Cosmo Club et à l'Ajanta avant de jouer avec notamment The Clash et UK Subs.
Winfield et Smith sont ensuite remplacés par Kev Nixon et Will Hoon avant la signature du groupe au label Rondelet Records, puis réédite Four Sore Points EP, qui est suivi par Let Them Free en janvier 1981. Plus tard dans l'année, Anti-Pasti réédite son premier album, The Last Call, qui atteint le Top 40 de l'UK Albums Chart. Leur profil grandissant se confirme avec le single, Six Guns, qui atteint la première place de l'UK Indie Chart, en parallèle à la coentreprise avec The Exploited sur l'EP single Don't Let 'Em Grind You Down, qui comprend les morceaux Ain't Got Me et Another Dead Soldier, enregistrés aux Wragby Studio Session Tapes en 1980. Ce dernier atteint la 70e place de l'UK Singles Chart en décembre 1981. En 1981, ils prennent part à la tournée Apocalypse Now avec les groupes The Exploited, Discharge, Vice Squad, Chron Gen et The Anti Nowhere League. En hiver 1981, Anti-Pasti tourne en Amérique du Nord avec les Dead Kennedys, Naked Raygun et Flipper. East to the West, publié en 1982, est précédé par le dernier album et single d'Anti-Pasti, Caution in the Wind, qui fait participer le frère de Will Hoon, Ollie, à la guitare.

### Retour
Le groupe se réunit en 2012, avec Martin Roper (chant), Ollie Hoon (guitare solo), Kev Nixon (batterie) et le nouvel arrivant Ben Hanson (basse). Le premier concert effectué après 17 ans d'absence se déroule au Horn de St. Albans le 31 juillet 2012. En août 2016, l'album Rise Up est publié.

## Discographie

### Albums studio
- 1981 : The Last Call (Rondelet Records)
- 1982 : Caution in the Wind (Rondelet Records)
- 2016 : Rise Up (Westworld Recordings)

### Singles
- 1980 : Four Sore Points EP (Dose Records)
- 1981 : Four Sore Points EP (réédition)
- 1981 : Let them Free (Rondelet Records)
- 1981 : Six Guns (Rondelet Records)
- 1981 : Don't Let them Grind You Down EP (split avec The Exploited)
- 1982 : East to the West (Rondelet Records)
- 1982 : Caution in the Wind (Rondelet Records)

### Compilations
- Anti-Pasti (1983 Rondelet Records - Round 13)
- The Best of Anti-Pasti (1996 - Dojo CD - 230)
- The Punk Singles Collection (2005 - Anagram)